# Cerebroside

Allgemeine Formel der Cerebroside, als Rest R dient eine Hexose.

β-D-Galactosylceramid, ein Galactocerebrosid. Der Rest R steht für die Kohlenwasserstoffkette einer Fettsäure.

Cerebroside (im deutschen Sprachraum auch Zerebroside) sind eine Gruppe von Glycosphingolipiden, die hauptsächlich im Nervengewebe vorkommen. Dort treten sie besonders im Myelin auf.
Strukturell bestehen die Cerebroside aus einem Ceramid, an das glycosidisch eine Monohexose, zumeist Galactose- (im Gehirn) oder Glucose (Leber und Milz), gebunden ist. Dementsprechend werden Galactocerebroside und Glucocerebroside unterschieden. Im Gegensatz zu den Cerebrosiden haben Globoside mehr als eine neutrale Monosaccharid-Kopfgruppe.
Je nach vorkommender Fettsäure unterscheidet man zwischen verschiedenen Unterarten der Cerebroside:
| Fettsäure                             | Bezeichnung |
| ------------------------------------- | ----------- |
| Lignocerinsäure                       | Cerasin     |
| Hydroxylignocerin- oder Cerebronsäure | Cerebron    |
| Nervonsäure                           | Nervon      |
| Oxynervonsäure                        | Oxynervon   |

Ein Sonderfall der Galactocerebrosiden sind die Sulfatide, sie sind β-Sulfogalactocerebroside.

## Erkrankungen
Bei Morbus Gaucher fehlt den Erkrankten ein Enzym, die Glucocerebrosidase, die Glucocerebroside in Zucker und Fett spaltet. Somit sammeln sich diese in den Fresszellen des Körpers an. Es kommt deswegen zu einer Vergrößerung von Leber und Milz.
Bei Morbus Krabbe fehlt den Erkrankten das Enzym β-Galactosidase, welches die Galactocerebroside spaltet. Betroffen ist hauptsächlich das Gehirn.